# Stazione di Collecorvino
La stazione di Collecorvino era una stazione ferroviaria posta lungo la ex linea ferroviaria a scartamento ridotto Pescara-Penne chiusa il 20 giugno 1963; era a servizio del comune di Collecorvino ed è stata in seguito demolita.